# 日本国憲法第98条
日本国憲法 第98条（にほんこく（にっぽんこく）けんぽう だい98じょう）は、日本国憲法の第10章にある条文で、憲法の最高法規性、条約および国際法規の遵守について規定している。

## 条文
日本国憲法、e-Gov法令検索。

第九十八条
この憲法は、国の最高法規であつて、その条規に反する法律、命令、詔勅及び国務に関するその他の行為の全部又は一部は、その効力を有しない。
② 日本国が締結した条約及び確立された国際法規は、これを誠実に遵守することを必要とする。

## 沿革

### 憲法改正要綱
なし。

### GHQ草案
「GHQ草案」、国立国会図書館「日本国憲法の誕生」。

#### 日本語
第九十条此ノ憲法並ニ之ニ基キ制定セラルル法律及条約ハ国民ノ至上法ニシテ其ノ規定ニ反スル公ノ法律若ハ命令及詔勅若ハ其ノ他ノ政府ノ行為又ハ其ノ部分ハ法律上ノ効力ヲ有セサルヘシ

#### 英語
Article XC.This Constitution and the laws and treaties made in pursuance hereof shall be the supreme law of the nation, and no public law or ordinance and no imperial rescript or other governmental act, or part thereof, contrary to the provisions hereof shall have legal force or validity.

### 憲法改正草案要綱
「憲法改正草案要綱」、国立国会図書館「日本国憲法の誕生」。

第九十三此ノ憲法並ニ之ニ基キテ制定セラレタル法律及条約ハ国ノ最高法規トシ、其ノ条規ニ矛盾スル法律、命令、詔勅及其ノ他ノ政府ノ行為ノ全部又ハ一部ハ其ノ効力ヲ失フコト

### 憲法改正草案
「憲法改正草案」、国立国会図書館「日本国憲法の誕生」。

第九十四条この憲法並びにこれに基いて制定された法律及び条約は、国の最高法規とし、その条規に反する法律、命令、詔勅及び国務に関するその他の行為の全部又は一部は、その効力を有しない。

## 解説
最高法規
98条1項は、現行憲法施行の際に存在していた旧憲法下での法律等で憲法の条項に反しないものは引き続き効力を有するものであることを規定した、経過規定的意義を有していると通説では解している。判例も同様（最高裁判所大法廷昭23.6.23判決昭和22年(れ)279号）。
日本国憲法制定（大日本帝国憲法の日本国憲法への改正）の際に、憲法改正草案を作成した法制局が作成した「憲法改正草案に関する想定問答」は、経過規定的意義があることを否定しないものの、憲法施行後に制定される法令について、憲法に反するものは効力を持たない旨を規定しているとしている。

“憲法改正草案に関する想定問答”. 2024年12月14日閲覧。(第7輯)昭和21年5月 法制局

第94条（現在の98条）関係

問　本条と全文第１段末行との関係如何

答　前文は「この憲法に反する一切の法令と詔勅を廃止する」旨規定するが、これは従来の法秩序を新しい理念の下に根本的に改変する決意を示したものであって、多分に政治的意味のものである。

本条は、それを承けて法律的規定を作ったものであって、まづ前文のそれと同様経過的規定たる内容を有するとともに、さらに最高法規と他の法令等の間のいわゆる形式的効力を明らかにし、今后制定の法令等についても下級の法は最高法規に反して効力を有し得ない旨を規定している。

国際法規
条約と国際慣習法と解されている。
日本国憲法は日本国の最高法規であることが確認されているが、第2項で国際法規の遵守が規定されており、憲法と国際法規のどちらの効力が上位であるかがかつては問題となった。しかし現在は判例はないものの、厳格な改正手続を要する憲法が条約によって容易に改廃できることとなるのは背理であるから憲法優位説がほぼ一致した通説となっている。砂川事件判決でも、そのことを前提として判断している。
ただし、降伏条約などのように国の存廃に関わる条約については、条約が優位するというのが政府の採用している解釈である。
これとは反対に、憲法は「国の最高法規」に過ぎず、このため、「外国」との条約の上位に立つものではないという考え方もある。さらに、憲法98条は違憲の場合無効となるものとして、「法律、命令、詔勅及び国務に関するその他の行為」を列挙しており、条約が入っていないことから、条約は違憲でも無効とならない、すなわち憲法が条約の上位に立つ訳ではないという考え方もある。そもそも条約は他の主権国家との取り決めであり、一方の国の憲法がその条約の上位に立つということは、一方の国の憲法に相手国を従わせるということであり、相手国の主権の最高性と両立しないものである。「違憲な条約を締結する内閣の行為は無効」「違憲な条約を承認する国会の行為は無効」よって「違憲な条約は無効」という考え方もあるが、それは一方の国の内部的瑕疵であり、それをもって相手国との関係で当然に条約の無効を主張できるものではない。さらに言えば、もし「違憲な条約は無効」と憲法に明記されていたとしても、それだけでは相手国との関係で違憲な条約が当然に無効となる訳ではない。
日本国憲法制定（大日本帝国憲法の日本国憲法への改正）の際に、憲法改正草案を作成した法制局が作成した「憲法改正草案に関する想定問答」は、国内法に反するだけで条約を一方的に無効とすることはできないとしている。憲法98条1項に列挙された「法律、命令、詔勅及び国務に関するその他の行為」からは、意図的に条約が外されていたことになる。

憲法改正草案に関する想定問答(第7輯)昭和21年5月 法制局

第94条（現在の98条）関係

問　最高法規の条規に反する条約の無効を規定しなかった理由如何

答　国内法関係に矛盾するという解釈のみにて条約が一方的に無効となるが如きことを決することは国際交渉上不可と考えたからであります。　

さらに「条約法に関するウィーン条約」（日本は1981年に加入）においては、国内法と条約の関係は、第27条、第46条および第53条で定められている。
ウイーン条約の立場から言えば、条約が違憲であっても、違憲であることが明白であることがどの国から見ても言える場合以外は、憲法を理由に条約を無効と主張できない、すなわち原則的には条約が憲法より上位であり、そのことが国際的に認められている。
一方、憲法優位説では
①第98条2項で定められている条約などの遵守は、合憲のものを前提としていると読むべきである
②第81条では、おもに違憲審査の対象として国内法を明記したものであって、国際法たる条約などを除外していると考えるべきではない
③むしろ重みという点では憲法を改正するには第96条で最終的には憲法制定権力の発動たる国民の判断を必要とするが、条約は国会の承認により内閣がこれを締結すると定めているにすぎない（第７３条第３号）
と唱えている。
また折衷説では、憲法の根本的規定は条約などに優越するが、国際協調主義から憲法の技術的規定は条約などに劣ると唱えているという。
また、憲法以外の国内法と国際法規のどちらの効力が上位であるかという点も論争となっているが、一般的には、この日本国憲法98条2項によって慣習法を含める国際法・条約の効力は国内法として受容され、それよりも上位であると定められている、と解されている。

## 関連条文
- 日本国憲法第97条（基本的人権の本質）
- 日本国憲法第99条（憲法尊重擁護の義務）

## 判例
- 砂川事件（最高裁判例 昭和34年12月16日） - 在日米軍の駐留は本条第2項等の趣旨に反して違憲無効であることが一見極めて明白であるとは認められないとされた。
- 百里基地訴訟（最高裁判例 平成元年6月20日） - 私人と対等の立場で行う国の行為は、第1項にいう「国務に関するその他の行為」に該当しないとされた。